# Радикал цілого числа
Радика́л ці́лого числа́ — число, що дорівнює добутку простих дільників цілого числа. Радикал числа n позначається {\displaystyle \operatorname {rad} n}.
Наприклад, для числа 504 маємо:
{\displaystyle 504=2^{3}\cdot 3^{2}\cdot 7,}
{\displaystyle \operatorname {rad} (504)=2\cdot 3\cdot 7=42.}
У формальному записі визначення радикала має вигляд
{\displaystyle \operatorname {rad} n=\prod _{p\mid n \atop p\in \mathbb {P} }p.}
За допомогою радикала цілого числа формулюється abc-гіпотеза, а за допомогою аналога поняття радикала формулюється аналогічне твердження в кільці многочленів.

## Властивості
Функція {\displaystyle \mathrm {rad} } мультиплікативна (але не повністю мультиплікативна).
Радикал є найбільшим вільним від квадратів дільником числа.
Інші властивості:
- {\displaystyle \operatorname {rad} a\leqslant a.}
- {\displaystyle \operatorname {rad} (a^{b})=\operatorname {rad} a.}